# L'estiu de la meva vida
L'estiu de la meva vida (títol original en anglès The Man in the Moon) és una pel·lícula estatunidenca dirigida per Robert Mulligan i estrenada l'any 1991.	

## Argument
Dani, una noia de catorze anys, viu en un poblet de Louisiana amb els seus estrictes i afectuosos pares i la seva admirada germana gran. Un dia s'instal·la una vídua a la granja del costat, i Dani s'enamora de Court, el seu tímid fill. Però aquest només té ulls per la germana de Dani. Ha estat doblada al català

## Comentaris
Basada en fets reals, narra com dues germanes competeixen per les atencions romàntiques del mateix noi. Darrera pel·lícula de Robert Mulligan, director de To Kill a Mockingbird, ara retirat, que reprèn els temes més importants de la seva filmografia, com la infància, la nostàlgia i el descobriment de l'amor.

## Repartiment
- Reese Witherspoon: Danielle « Dani » Trant
- Sam Waterston: Matthew Trant
- Tess Harper: Abigail Trant
- Gail Strickland: Marie Foster
- Jason London: Court Foster
- Emily Warfield: Maureen Trant
- Bentley Mitchum: Billy Sanders
- Ernie Lively: Will Sanders
- Dennis Letts: Doctor White
- Earleen Bergeron: Eileen Sanders